# Anticoreura thirmida
Anticoreura thirmida är en fjärilsart som beskrevs av Erich Martin Hering 1925. Anticoreura thirmida ingår i släktet Anticoreura och familjen tandspinnare. Inga underarter finns listade i Catalogue of Life.